# کوتلی
کوتلی (به انگلیسی: Kotli) یک شهر در پاکستان است که در کشمیر آزاد واقع شده‌است. کوتلی ۱٬۸۶۲ کیلومتر مربع مساحت و ۷۷۴٬۱۹۴ نفر جمعیت دارد.